# O Presidente Negro
O Presidente Negro (originalmente tanto O Choque das Raças ou O Presidente Negro ou Romance do Choque das Raças na América no Ano de 2228) é uma obra de ficção científica distópica publicada em 1926 e escrita por Monteiro Lobato, sendo o único romance do autor.
A história segue a narrativa em primeira pessoa de Ayrton Lobo e suas conversas com Miss. Jane sobre os Estados Unidos do ano de 2228, testemunhados através de um porviroscópio, sobre a disputa do Partido Masculino e seu representante, o Presidente Mr. Kerlog, em busca de reeleição, e o Partido Elvinista, tendo como candidata Miss Astor, contra Jim Roy, o candidato da Associação Negra para Presidente dos Estados Unidos, e o desfecho macabro da luta pelo poder.

## Enredo
A obra começa em uma conversa no London Bank entre dois amigos que, e uma discussão sobre o mundo, passa a focar na estranha figura do Professor Benson, um cientista recluso e de grande habilidade financeira. Passamos a conhecer sobre o protagonista e sua personalidade focada em si, além de seu trabalho na Sá, Pato & Cia e seu desejo de ascender socialmente com a compra de um automóvel. Ele finalmente compra um Ford, mas numa viagem a trabalho, se acidenta devido ao seu gosto por velocidade, sendo salvo por empregados do Professor Benson. Após sua recuperação, Benson o aceita como confidente, o mandando caminhar ao ar livre antes de se encontrar com ele em seu gabinete, como um gancho para o segundo capítulo, que apresenta o “estranho castelo” e os arredores.
Ao retornar, no Cap. III, o protagonista revela suas impressões sobre o estranho laboratório e, quando Dr. Benson chega, finalmente descobrimos que a história é contada por Ayrton Lobo. Então, no Cap. IV, ocorre o almoço e conhecemos Miss. Jane, que causa tamanha impressão em Ayrton, e novos detalhes sobre a “misteriosa invenção”. Após o almoço, a história continua com a apresentação das teorias do Professor Benson sobre a realidade, preparando uma base intelectual para o Ayrton Lobo, antes de apresentar sua invenção. Da parte intelectual, passam para a parte mecânica, como forma de continuar a criar uma base de entendimento.
No gabinete, Ayrton Lobo, já se acostumando com Miss Jane, aprende sobre o passado da família dela e que ela é uma brasileira de segunda geração, além de desenvolvimentos do futuro. A história continua com novas conversas entre Ayrton e Jane, tanto sobre o momento quanto desenvolvimentos futuros, além da ideia de escrever um romance sobre o futuro. Dr. Benson, aos 70 anos e com sua saúde debilitada, se afasta para destruir sua invenção, falecendo no final do capítulo. Após a morte do professor, Ayrton retorna ao seu dia a dia na firma, mas com a mente distante de lá... Revendo Miss Jane, ela o pede que retorne todo domingo, pois isso tanto a faria bem, quanto ele poderia conhecer a história futura.
Uma semana depois, Ayrton retorna para Miss Jane, onde eles conversam sobre diversas questões sobre a origem dos EUA, além dela plantar a curiosidade sobre os eventos do ano de 2228. Entre os capítulos XI e XIII a situação do futuro é apresentada, além dos personagens principais da história futura: Jim Roy, líder da Associação Negra e um líder social de grande influência; Miss Astor, representante do Partido Elvinista, junto da base teórica de sua ideologia; e o presidente Kerlog, líder do Partido Masculino, uma fusão do Partido Democrata e Republicano. A história prossegue com a apresentação de tecnologias como o rádio-transporte, mas Ayrton perde a maior parte da narrativa ao sonhar acordado com Miss Jane.
A história retorna uma semana depois quando Miss Jane passa um tempo explorando algumas questões do futuro, como a Erópolis, fazendo Ayrton Lobo sonhar acordado, e passamos para os momentos que antecedem o pleito com a tensão tanto no Partido Masculino e Elvinista, enganchando para o capítulo seguinte quando Jim Roy decide, após longa reflexão, colocar seu próprio nome na disputa. Jim Roy transmite a senha, sendo descoberta via espionagem pelo Partido Envinista, o que causa a debandada do grupo e a aliança de suas correligionárias com o Partido Masculino. Com isso, Roy é eleito com 54 milhões de votos.
Uma semana depois, Ayrton Lobo considera declarar seu amor à Miss Jane, mas perde a coragem ao encontrá-la ao túmulo de seu pai. Ao voltarem a discutir os eventos de 2228, Miss Jane relata o primeiro encontro de Roy e Kerlog após as eleições, pois Roy queria evitar que o país afundasse em conflito, como Kerlog reconheceu a genialidade e os atributos de Roy, mas mesmo assim o declarou guerra, com Ayrton se demonstrando emocionado pelos eventos. Retornamos para ver o resultado do Partido Elvinista que, apesar de momentaneamente desfeito, se reconstituiu com o passar do tempo. Exploramos um pouco do desenvolvimento ideológico e científico do Elvinismo, antes de retornarmos para Kerlog que, apesar de levantar a possibilidade de seguir a lei e empossar Roy, seu Ministro da Equidade segue a “voz do Sangue” e a Convenção da Raça Branca é chamada.
Em um feriado de meio de semana, Ayrton Lobo retorna e conhece os eventos da Convenção Branca, onde representantes da etnia branca se reuniram com o presidente Kerlog e, de forma um tanto fria e distante, votaram a “moção Leland” (cujo conteúdo foi mantido em segredo neste ponto da narrativa). A seguir, a figura do inventor John Dudley é apresentada, que promete a solução de um problema que o governo passa dias tentando resolver. No final, é revelado que Dudley inventou os “raios Ômega”, que conseguem alisar o cabelo afro - algo que recebe um apoio e procura gigantesca do público. Acompanhamos um pouco mais a aproximação amorosa de Miss Astor e presidente Kerlog, enquanto Ayrton se frustra com sua dificuldade de se expressar - uma frustração que termina em sua demissão de seu emprego.
Uma semana depois, inspirado pelo filme A Fera do Mar, com John Barrymore, Ayrton retorna para descobrir os eventos seguintes: na véspera da posse, Kerlog vai até Jim Roy, que se expôs aos raios Ômega e sentiu sua força se esvaindo, e calmamente, sentindo o ambiente trágico, revela que os raios Ômega causam a esterilização de quem os usa. Descobrindo isso, Roy cai inconsciente em seu escritório.
No dia seguinte, o governo anuncia um novo tipo de brinquedo e, com a distração do público, revela a morte de Jim Roy. Novas eleições são chamadas e Kerlog, casado com Miss Astor, é reeleito com 100 milhões de votos. Meses depois, a realidade da moção Leland e a ação esterilizadora dos raios Ômega é revelada. A taxa de natalidade da população negra é derrubada e décadas mais tarde, só existia uma população loura com pele levemente acobreada.
No capítulo final, descobrimos como o desfecho da narrativa abalou Ayrton Lobo, mas focado em sua paixão pela Miss Jane, passa a semana seguinte a escrever o primeiro capítulo de seu romance, porém, cheio de exageros estilísticos. Miss Jane nota isso e Lobo fica uma semana sem escrever, frustrado. Após ser novamente incentivado a escrever com sua personalidade, Lobo escreve do seu jeito, sem correções, o que Miss Jane aprova. No final, sentindo felicidade, Ayrton a beija, o que é retribuído.

## Composição

#### Narrativa
Monteiro Lobato desenvolve duas linhas do tempo em sua distopia: a que se passa entre Ayrton Lobo e Miss. Jane em 1926, e a que se passa no ano de 2228, com a estrutura “história dentro da história”. A primeira parte da história segue a narrativa de Ayrton Lobo, descrito por Marisa Lajolo como “desajeitado”, e por Filipe Chamy como alguém extremamente imaginativo, que sofre um acidente de carro, sendo cuidado na propriedade de Dr. Benson, um rico cientista, e sua filha, Miss. Jane, segundo o pesquisador Carlos Minchillo, uma “Xerazade”, também pesquisadora e que não pensa em “casamento, moda e demais “futilidades””. A segunda parte, por sua vez, trata da disputa presidencial no ano de 2228, que visa eleger o 88º presidente. Segundo Maicon Alves Dias, a obra propõe uma leitura alegórica do povo brasileiro e estadunidense, além de estabelecer uma dialética entre as duas épocas. Ainda segundo Dias, o paralelo entre o presente e o futuro leva cada personagem a refletir sobre a realidade de sua época.

#### Alter-ego?
Autores como Feres Júnior, Nascimento & Eisenberg 2013 apresentam o “protagonista” da obra como sendo o “representante” das "visões extremas do Lobato” - e, portanto, um “alter-ego”. Entretanto, esta ideia é questionada em Santana-Dezmann 2021, notando que “[...] embora as falas e ideias manifestadas pelos personagens tenham sido cunhadas pelo autor, elas não necessariamente representam o que o autor pensa.” e que nenhum personagem se apresenta, no decorrer da narrativa, consistentemente contra a população negra, além do fato de existirem personagens que se opõem entre si, com ideias e visões de mundo totalmente diferentes, escritos pelo mesmo autor, impossibilitando que o mesmo autor defenda todas essas visões ao mesmo tempo. Na visão do pesquisador Emerson Tin, ao apresentar as interpretações de Marcia Camargos, Vladimir Sacchetta e Marisa Lajolo, diz que seria muito superficial e simplista focar em trechos descontextualizados do romance para acusá-lo de ser uma obra racista, Dias diz que o uso de alegorias leva com que, nas leituras apressadas, acaba-se perdendo a tentativa do autor de retratar sua época e sociedade e Felipe Chamy diz que o autor está "diluído sob várias formas nas esferas ficcionais dessa obra." Um exemplo das contradições nos sentimentos dos personagens ocorre no capítulo XVIII, onde o presidente Kerlog reconhece os méritos de Jim Roy, mas concluí: “Como homem admiro-te, Jim. Vejo em ti o irmão e sinto o gênio. Mas como branco só vejo em ti o inimigo a esmagar...”, abraçando um impulso irracional, ou como descrito por Santana-Dezmann, o “instinto da raça”, negando a posição “superior e racional” defendida pelos “representantes da etnia branca”. Em última análise, a existência desses impulsos irracionais, de acordo com a pesquisadora, mostra o quão inútil a seleção artificial e políticas eugênicas são na narrativa.

#### Linguagem
“[...] Isto de palavras não tem importância, como já disse. Só vale a ideia.”— Professor Benson 
Santana-Dezmann 2021 inicia a discussão sobre a linguagem da obra com um exemplo já visto na abertura do Capítulo I, onde dois personagens discutem sobre a desonestidade humana e todos os problemas que ela causa, resultando na exclamação: “[...] Ponho-me às vezes a imaginar como seriam as coisas cá na terra si um sábio eugenismo desse combate à desonestidade pela eliminação completa dos desonestos. Que paraíso!” O termo “eliminação”, segundo a pesquisadora, por mais que possa transmitir a ideia de extermínio, também pode envolver outras formas para acabar com a desonestidade, como o acesso à educação e um salário digno. Quanto ao termo “sábio eugenismo”, o sentido continua como “combater a desonestidade”. A pesquisadora nota que a dificuldade da crítica de notar diversos significados de uma mesma palavra, o que acaba fazendo com que descartem a primeira parte da obra, devido à conotação negativa que o termo passou a receber pelo público não especializado, e que Lobato busca a conceituar como uma mesma palavra pode levantar tanto um sentido específico quanto genérico, dependendo do conhecimento do leitor.
Posteriormente a pesquisadora explica o motivo de entender o contexto interno da narrativa e o contexto externo do momento em que a obra foi composta e que este entendimento é necessário para diferenciar uma leitura adequada de uma inadequada. Por outro lado, na visão Carlos Minchillo, a obra é ambígua e um exemplo das diferentes formas que qualquer obra literária pode ser lida e interpretada. Já na visão de Dias, a obra contém "ironia, crítica e preocupação com a humanidade e a sociedade",  algo muito visto na obra infantil de Lobato e na visão de José Wellington de Souza, a obra possui um estilo fluido, diferente dos contos publicados anteriormente por Lobato.
No geral, conforme a pesquisadora, a obra aborda as questões de “signo”, “significado” e “significante” da Linguística de Saussure: uma mesma palavra (ou ilustração) pode trazer tanto o significado geral quanto específico, e que não existe uma relação lógica entre ambos, e o que importa em O Presidente Negro é o significado que as palavras contém em cada contexto. Santana-Dezmann também nota que os termos que caíram em desuso recebem uma conotação negativa no século XXI, e que uma análise completa precisa recuperar os significados que eles tinham na época em que a obra foi escrita. Esta discussão retorna posteriormente, quando Miss Jane e Ayrton Lobo utilizam os termos “cabelo carapinha” e “mulatas”, que hoje em dia podem ser vistos como preenchidos por preconceito, mas que em 1926 eram termos comuns - algo que ocorre em muitas obras escritas até o final do século passado - além de lembrar do caráter experimental da linguagem na obra. Porém, mesmo no contexto do romance, os personagens limitam o uso de gírias, como o fato do Dr. Benson ter ficado confuso com os termos “piririca” e “urso grela a foca”. Noutro momento, é realizada a personificação do conceito ódio. No fim da narrativa, como uma “moral da história”, Miss Jane defende a autenticidade e simplicidade na escrita de uma narrativa, o que, segundo Minchillo, ecoaria as ideias literárias de Lobato, e Dias descreve como sendo um recurso de metanarração.
Na construção do suspense, o pesquisador Felipe Chamy mostra que o narrador-personagem se utiliza de uma narrativa próxima ao momento da história, dosando as informações e permitindo que o leitor vá descobrindo os novos ambientes e as novas informações junto do protagonista. Nessa linha, dentro da narrativa, Chamy explica Miss Jane se utiliza das mesmas técnicas de dosagem para deixar com que Ayrton Lobo fique curioso sobre o andamento da narrativa. Chamy também nota que o relato de Ayrton, em primeira pessoa, também necessita de uma certa dose de descrença, pois tudo o que o leitor recebe passa pelo entendimento do narrador-personagem. Posteriormente, Chamy considera que a "prosa é um tanto desleixada", que o narrador sofre de "uma fabulação limitada" e sem "qualquer grande virtude que se imponha", ou que o leitor possa notar.

### Temas

#### Metafísica
Metafísica, seguindo a definição de Aristóteles, investiga a realidade além do que os cinco sentidos podem captar, enquanto no sentido de Kant, ela estuda tanto as leis e formas constituintes da razão, enquanto fundamentam a especulação das realidades além dos cinco sentidos. Este tema, é presente na discussão entre Dr. Benson e Ayrton Lobo vista abaixo:

— Sim. A vida na terra é um movimento de vibração do éter, do átomo, do que quer que seja uno e primário, entende?
— Estou quase entendendo. Já li um artigo de jornal onde um sábio provava que só há força e matéria, mas que a matéria é força, de modo que os dois elementos são um, como os três da Santíssima Trindade também são um, não é isso?
— Mais ou menos. Nomes não veem ao caso. Força, éter, átomo: denominações arbitrarias de uma cousa una, que é o princípio, o meio e o fim de tudo. Por comodidade chamarei éter a esse elemento primário. Esse éter vibra e, conforme o grau ou intensidade da vibração, apresenta-se-nos sob formas. A vida, a pedra, a luz, o ar, as árvores, os peixes, a sua pessoa, a firma Sá, Pato & Cia: modalidades da vibração do éter. Tudo isso foi, é e será apenas éter.

Monteiro Lobato. O Choque das Raças, Cap. V.
Éter, em referência ao elemento éter, é uma forma do Dr. Benson apresentar sua visão de que a vida no universo é composta de vibrações, algo que, como a pesquisadora Santana-Dezmann nota, é similar à Teoria das cordas formulada em 1960. No geral, a pesquisadora nota que a obra é um “tratado de metafísica” até o final do Capítulo IV, com a ficção científica iniciando no Capítulo V. Um tema desenvolvido é como o futuro apresentado na história é somente um “futuro possível”, pois Dr. Benson explica que quanto mais variáveis existem, mais difícil é prever o futuro:

Aqui porém, são tão simples os elementos que o cérebro humano, por si mesmo, ao escrever o 2 + 2, vê imediatamente o futuro 4. Já num caso, mais complexo, onde em vez de 2 + 2 temos, por exemplo, a Bastilha, Luiz 16, Danton, Robespierre, Marat, o clima de França, o ódio da Inglaterra além Mancha, a herança gaulesa combinada com a herança romana, bilhão de factores, em suma, que faziam a França de 89, embora tudo isso predeterminasse o quatro Napoleão, esse futuro não poderia ser previsto por nenhum cérebro em virtude da fraqueza do cérebro humano.

Monteiro Lobato. O Choque das Raças, Cap. V.
Porém, devido à impossibilidade de prever o futuro, Dr. Benson diz: “O futuro não existe, continuou o sábio, mas possuo o meio de produzir o momento futuro que desejo.”, ou seja, sua máquina do tempo.

#### Futuro especulativo
Na narrativa, as invenções do Dr. Benson unem as ondas do éter para observar o futuro, com a ajuda de um cronizador, que permite selecionar o ponto que se deseja estudar. Para observar o futuro, é utilizado o porviróscópio, uma espécie de globo cristalino, descrito como:  ”[...] o aparelho que toma o corte anatômico do futuro, como pitorescamente diz Jane, e o desdobra na multiplicidade infinita das formas de vida futura, que estão em latência dentro da corrente congelada.”
Miss Jane, antes do falecimento do Dr. Benson, se torna a segunda narradora da história ao contar o que vira no “corte anatômico do futuro” e após a morte dele passa a contar o que descobriu:
- No ano de 3527, o mais distante que a invenção permite chegar, a etnia branca na Europa desaparecera, deixando apenas os descendentes de Mongóis. Ayrton Lobo reage negativamente, mas é acalmado por Miss Jane: “Tudo que é tem razão de ser, tinha forçosamente de ser e tudo que será terá razão de ser e terá forçosamente de ser.”[56][57][d]
- No ano de 2200, devido à popularização do home office, um novo tipo de “rádio-transporte”, que permite a comunicação por “mensagens radiadas”, similar à Internet moderna, trouxe o fim dos veículos de transporte.[59][60] Ou, como a narrativa descreve: "Cada colaborador do Remember radiava de sua casa, numa certa hora, o seu artigo, e imediatamente suas ideias surgiam impressas em caracteres luminosos na casa dos assinantes."[61][62]
- Na mesma época, será possível a transmissão de sensações. Como exemplo, Miss Jane usa a compra de um charuto: em vez de encomendá-lo e precisar que um entregador o traga, será possível fumá-lo à distância com a “rádio-sensação”.[63]
- No ano de 2228 já se tornou possível o “desdobramento anatômico”, que permitiria a realização de atividades diferentes com a parte direita e esquerda do corpo. Porém, tal operação carregou efeitos colaterais.[64][65][e]
- Na mesma época já existiam jornais “psíquicos” que conectavam o mundo dos mortos com o dos vivos e o teatro onírico, para o registro dos sonhos.[66][67]
- Neste futuro já se torna possível a realização de eleições à distância, que duravam 30 minutos, através do “rádio-transporte”.[68]

Após estes exemplos, Miss. Jane escolhe contar o que ela chama de “drama do choque das raças” do ano de 2228, nos Estados Unidos, estimulando Ayrton Lobo a transformá-lo em um romance, que, como Filipe Chamy reconhece, Ayrton abraça a ideia tanto como forma de diminuir seu complexo de inferioridade e conquistar o interesse amoroso de Miss Jane, e Marisa Lajolo nota que este ato reproduz a estrutura da obra A Moreninha (1844), de Joaquim Manuel de Macedo.

#### Passado especulativo
Ao desenvolver a base do Partido Elvinista, Miss Jane apresenta Miss Elvin, e sua teoria exposta na obra “Simbiose Desmascarada”, de que a mulher da espécie Homo sapiens seria, na realidade, membro de uma espécie subaquática, sabina mutans, roubada pelos homens Homo, enquanto as mulheres “originais” teriam sido extintas. O sucesso de sua tese levou Miss Gloria Elvin a liderar a população feminina no meio eleitoral, com seu partido tendo 54 milhões de votos femininos na eleição de 2224, contra 54 milhões de votos divididos entre os dois gêneros para a Associação Negra e, por fim, 51 milhões para o Partido Masculino.

#### Ética na ciência
Enquanto a invenção do porviroscópio é apresentada como um gigantesco avanço científico, o professor Benson se recusa a apresentá-la ao público ou de ganhar qualquer benefício com ela, além de ganhar o dinheiro necessário para sua vida e trabalho. Por isso, para evitar que a invenção fosse deturbada e utilizada como uma arma, ele escolhe “levá-la ao túmulo”. Ayrton Lobo nem chega a testemunhar o porviroscópio, uma máquina que permite a visualização do futuro, funcionando, e o pesquisador Emerson Tin especula se a visão do equipamento seria confiável.

#### Etnia negra
Ao retornar à origem do povo estadunidense, quando é finalmente feito a primeira menção ao povo negro, Ayrton Lobo nota que este povo chegou à força, o que Miss Jane considera “[...] o único erro inicial cometido naquela feliz composição.” A pesquisadora Santana-Dezmann, em sua obra, desenvolve que este erro inicial, no caso, a escravidão nos Estados Unidos e o sequestro de seres humanos, como uma intervenção humana, em vez de simples movimento migratório consensual, foi o erro descrito por Miss Jane.
Ao explorar os Estados Unidos de 2228, Miss Jane revela que não apenas a população negra tem uma taxa de natalidade superior à da população branca, como eles possuem acesso igualitário aos meios de desenvolvimento intelectual, não esquecendo de mencionar a elevada envergadura moral. Ao descrever Jim Roy, ou James Roy Wilde, Miss Jane o primeiro chama de “[...] um vulto de excepcional envergadura: Jim Roy, o negro de gênio.”, prosseguindo para descrevê-lo fisicamente como tendo a “[...] figura atlética do senegalês dos nossos tempos [...]” e que, para apresentar a população no geral, a aparência lembrava os indígenas, que neste futuro já estavam extintos, além de pele esbranquiçada. Posteriormente, a obra continua a realçar as qualidades de liderança de Jim Roy, como o fato de ter reunido a população negra ao redor de um único partido político. A obra nota que algumas pessoas da etnia negra também buscavam a despigmentação, algo visto como negativo pela população branca.
Jim Roy também é caracterizado como um homem obstinado e incorruptível durante seu encontro com Miss Astor no Cap. XIII, e seguindo a análise de Santana-Dezmann, todas as características positivas atribuídas a Roy, que se vê como representante da etnia negra e colocado como oposto aos homens brancos, passam a implicitamente funcionar como críticas à população masculina branca. No Cap. XVI, ao decidir colocar seu nome como candidato da Associação Negra, Jim Roy rememora todo o passado de seu povo nos Estados Unidos, desde a escravidão até a abolição e o presente momento, com a análise de Santana-Dezmann mostrando que na narrativa, os membros da população negra são vítimas de um sistema injusto, e que a decisão final de Roy é em nome da justiça. Carlos Minchillo também reconhece que Jim Roy é tratado positivamente. Formighieri nota que desconsiderando a disputa política, a obra não aponta “nenhum problema racial que impediria Jim Roy de ser um gestor do país” e que o capítulo onde ele decide colocar seu nome na disputa mostra a consciência do autor sobre o “mal exercido do branco contra o negro”.

#### Poder
Na narrativa futura, segundo Santana-Dezmann, o acesso da população negra à educação e o aumento da taxa de natalidade criou um cenário no qual a hegemonia política da população branca seria desafiada, criando duas correntes ideológicas distintas: a “solução branca”, que visava expatriar a população negra e “despejar os cem milhões de negros americanos no vale do Amazonas”; e a “solução negra”, na visão de Miss Jane “muito mais viável”, que era a divisão do país, em que o Sul dos Estados Unidos ficaria para a população negra e a região norte para a população branca. Miss Jane descreve os eventos de 2228 como o “ano da tragédia”, com Santana-Dezmann, em sua análise, notando a falta de atitudes que impliquem no demérito ou desqualificação dos personagens da etnia negra - com as críticas recaindo sempre nos personagens de etnia branca.
Com a chegada das eleições de 2228 e o sucesso eleitoral do Partido Elvinista, o presidente Kerlog busca o apoio da Associação Negra, recebendo, como condição para o apoio de Jim Roy, que a lei que limitava a taxa de natalidade fosse atenuada, o que, devido à situação política do momento, foi aceito pelo governo vigente. Segundo Formighieri, Kerlog buscou Roy por reconhecer a possibilidade de acordo com um indivíduo do sexo masculino, algo que não acreditava ser possível ao tratar com Miss Astor. Quando Jim Roy e Miss Astor se encontraram, não ocorreu nenhuma exigência por parte do líder da Associação Negra, mas Miss Astor argumentou que a população masculina branca era inimiga tanto da população feminina quanto da população negra. Também segundo Formighieri, o interesse demonstrado pelos personagens era somente o de obtenção ou manutenção do poder, sem relação com ideias de igualdade social.
Quando Jim Roy, na posição de presidente eleito, teme o risco de um conflito maior em seu país, vai até o presidente Kerlog discutir a situação, a questão do poder continua presente, tanto nas recriminações de quem seria o responsável pelo “estado de guerra” e se o presidente em exercício rasgaria a Constituição ao negar transmitir o cargo para o presidente eleito. No fim, apesar do aparente acordo de paz, Kerlog alerta que não aceitará o comando de Jim Roy, o que, segundo a análise de Santana-Dezmann, ocasiona na desconstrução do caráter dos “pioneiros” e da população de etnia branca, quando Kerlog abraça sua irracionalidade ao se colocar contra Jim Roy, ao falar que “O Sangue não raciocina...” e que preferirá destruir seu país para evitar deixar o poder nas mãos da população negra, apesar de reconhecer o gênio existente em seu oponente. Com esta reação, Jim Roy decide dividir o país em dois. Kerlog reconhece a justiça desta decisão e a nobreza dos ideais de Roy, chegando a compará-lo a Abraham Lincoln, mas anuncia que a guerra entre eles era inevitável. Posteriormente, Kerlog reconhece em Jim Roy “...uma nobre alma de patriota, capaz do supremo heroísmo de sacrificar-se pela América.”
Com a eleição de Jim Roy, o governo em exercício realiza a “Convenção da Raça Branca” onde, no decorrer de quatro capítulos, discute se deveriam respeitar a Constituição e dar posse ao presidente eleito, ou colocar em ação a moção Leland, a qual, na análise de Santana-Dezmann, é a responsável por converter a narrativa em uma distopia, ao demonstrar a crueldade resultante das políticas eugênicas e Marisa Lajolo a compara com o Holocausto. Lajolo diz que o protagonista, Ayrton Lobo, demonstra um horror “bem-educado”, o que, em sua visão, causa incômodo, e na visão de Carlos Minchillo, Miss Jane relataria os eventos do futuro “sem espanto”.
O tema retorna após o estabelecimento das empresas dos “raios Ômega” que alisavam os cabelos crespos, com grande participação popular. Jim Roy passou pelo processo, o que impactou seu vigor físico e mental. Isso chega ao ápice quando o presidente Kerlog o visita, emocionalmente impactado pelas suas ações, mesmo que abraçando o seu “papel” como representante da etnia branca, dando a notícia derradeira: os raios Ômega tem, como efeito colateral, a esterilização. Jim Roy, por fim, é encontrado morto e Kerlog, reeleito. Com sua reeleição, o significado da moção Leland foi revelado por Kerlog em seu discurso, que foi recebido pela população com assombro: a criminalização do embranquecimento artificial e a autorização do governo para fazer a lei valer — o que foi realizado através do apoio dos raios Ômega.

#### Eugenia
Conforme a pesquisadora Santana-Dezmann, o termo “eugenia” ganha diversos significados no decorrer da narrativa. No começo da obra, representava a frustração do narrador frente à desonestidade humana e como ele gostaria de mudá-la. Quando Miss Jane passa a relatar o “corte futuro”, ela se utiliza desse termo numa regressão à formação dos Estados Unidos, mas em uma referência ao “caráter” dos primeiros colonos, ao declarar que: “A gente do May flower, quem era ela? Homens de tal tempera, caráteres tão shakespearianos que entre abjurar das convicções e emigrar para o deserto, para a terra vazia e selvagem onde tudo era inospitalidade e dureza, não vacilaram um segundo.”, mas que essa formação, segundo Miss Jane, contou com os melhores representantes das duas etnias. A obra foca unicamente nas etnias negra e branca, pois, no ano de 2228, os povos nativos já haviam sido extintos. O foco de Miss Jane ao usar o termo eugenia, ainda segundo a pesquisadora, se mantém na personalidade e caráter dos povos que passaram a compor os EUA, ao descrever como uma espécie de “seleção natural não darwinista” daqueles que passariam a construir o país.
Na discussão sobre miscigenação no Cap. X, como vemos no tópico abaixo, após Miss Jane apresentar sua tese de que a divisão das duas etnias foi algo positivo para ambas, temos o seguinte diálogo:

— Mas é horrível isso!, exclamei revoltado. Miss Jane, um anjo de bondade, defende o mal...
Pela terceira vez a moça sorriu com o sorriso do professor Benson.
— Não ha mal nem bem no jogo das forças cósmicas. O ódio cria tantas maravilhas como o amor. O amor matou no Brasil a possibilidade de uma suprema expressão biológica. O ódio criou na America a glória do eugenismo humano...

Monteiro Lobato. O Choque das Raças, Cap. X, página 115.
Em sua análise, Santana-Dezmann nota que nessa terceira utilização do termo “eugenismo” traz o sentido de preservação das características principais das duas etnias e que o termo não pode ser entendido no sentido de extermínio, pois, nesse ponto da história, 50% da população estadunidense era negra. A partir do Cap. XIX o termo ganha seu quarto significado, dentro do contexto da fictícia Lei Owen, originalmente apresentada no Cap. XI, quando discutiam sobre o desenvolvimento da população estadunidense e o sentimento de primazia que a população branca sentia, que, segundo a análise de Santana-Dezmann, não é nem condenada ou exaltada. Devido ao sentimento de primazia, a população branca passou a realizar o controle da taxa de natalidade, com uma lei que valia para ambas as etnias, pois o governo e suas leis valiam para todos, mas que ainda assim, viu-se o aumento da taxa de natalidade da população negra. A conclusão de Santana-Dezmann nesse momento é que mesmo com essas leis, eram os membros da população negra que apresentavam certas características físicas e morais superiores em relação à população branca e Formighieri também nota que apesar dessas leis de “purificação”, o país continuava sofrendo com conflitos sociais.
Neste contexto ficcional, visando evitar a superpopulação, vê-se o retorno das ideias de Francis Galton (1822-1911), que formalizou a Eugenia com base em dois princípios: de que o meio não influencia na formação de características (indo contrário ao Positivismo de Auguste Comte [1798-1857]) e que características morais, intelectuais e habilidades gerais seriam hereditárias. Fora da ficção, países europeus, como a Suécia, desenvolveram políticas públicas com base nessas ideias. No contexto ficcional, é somente nesse momento do Cap. XI, que o termo ganha o significado popularmente reconhecido e que, ao lado dos demais controles, criou a aparente “utopia” que passaria a ser desafiada no decorrer da narrativa - o que, na visão de Santana-Dezmann, se configura como uma crítica a essas ideias. Muitos críticos acusam o fato de Lobato ter conhecimento e lido os tratados de Galton como evidência de seu apoio, enquanto Santana-Dezmann nota que ele também lia os tratados de Auguste Comte, influência na caracterização do Jéca Tatu, que eram o oposto das ideias eugênicas.
No ponto em que Miss Jane relata, apresentando positivamente, a eutanásia de crianças com deficiência, ou o “ressurgimento da sábia lei espartana”, o protagonista da narrativa, Ayrton Lobo, se demonstra horrorizado. Uma ação da Lei Owen no contexto ficcional foi criar uma cidade, Erópolis, “erguida no mais belo recanto dos Adirondacks”, uma espécie de “Cidade do Amor”, para incentivar a reprodução tanto entre indivíduos da população negra quanto da população branca.
Na conclusão de sua análise, Santana-Dezmann defende que as ações de um povo que passou pela seleção artificial, e que por isso seriam incapazes de quebrar a lei (no caso, a Constituição), mas que optaram ainda assim pela esterilização de seu povo, acaba apresentando a narrativa como uma crítica contra as políticas eugênicas praticadas em diversos países do mundo em 1926, sem, portanto, apresentar uma apologia ao extermínio da população negra. De forma contrária, José Wellington de Souza entende que existiria um possível “encantamento” do autor pelas questões da eugenia negativa. Ayrton Lobo, sendo a favor da miscigenação, se sente chocado pelo desfecho.

#### Contato entre a ficção e a realidade
Na ficção, após a novidade da eleição de Jim Roy diminuir na visão do público, a mídia passou a promover o tratamento de uma “onda Ômega”, da Dudley Uncurling Company, que podia alisar cabelos crespos - algo que, segundo a análise de Santana-Dezmann, acaba se demonstrando como de grande crueldade. Como um possível ponto de contato da ficção e a realidade, conforme a pesquisa de Santana-Dezmann, nos EUA do começo do século XX, eram vendidos os produtos de Madam C. J. Walker (1867-1919), como a pomada Wonderful Hair Grower, que tanto estimulava o crescimento quanto amaciava cabelos crespos, tinha como efeito colateral o seu alisamento.
Ao explorar a biografia de C. J. Walker, é possível acompanhar a recriminação que ela sofria tanto pela sua cor quanto pelos seus cabelos, mesmo entre a população negra e que, como Nannie Helen Burroughs criticou, muitos homens negros preferiam se casar com mulheres brancas, devido à cor delas, em vez de escolher pelo caráter. Segundo A'Lelia Bundles, tataraneta de C. J. Walker, as mulheres da etnia negra sofriam tanto uma pressão psicológica e emocional para se aproximarem das características das mulheres da etnia branca, e muitas empresas, de donos da etnia branca, exploravam a insegurança de segmentos da população afro-americana com a textura do cabelo.
Apesar disso, C. J. Walker e Annie Malone, com quem C. J Walker foi parceira, se comparavam com vendedores como a Johnson Manufacturing Company [en], entre outros, e o fato de demonstrarem seus produtos em si mesmas colaborava com seu sucesso. Em vida, ela negou sua relação com a ideia de alisamento capilar e na sua morte, W. E. B. Du Bois visou corrigir a imagem falsa criada pela mídia e ressaltar a dedicação da Madam Walker na defesa dos direitos da população negra.
Noutro ponto de contato, a obra ficcional relata sobre o “despigmentizador”, e na realidade, desde o fim do século XIX, produtos que prometiam o clareamento da pele eram vendidos nos Estados Unidos, além de serem promovidos em jornais voltados para a população negra. Como conclusão, de acordo com Santana-Dezmann, a ficção ambientada em 2228 e os EUA até 1926 compartilhavam várias semelhanças, inclusive como a narrativa reproduz o preconceito contra os cabelos crespos e suas técnicas de alisamento, como observado na mídia estadunidense entre os séculos XIX e XX. Segundo Dias, essa parte da obra também funciona como uma crítica de costumes, contra o modismo da sociedade.

#### Miscigenação
Na discussão sobre a miscigenação ou falta da mesma na formação do Brasil e Estados Unidos e como a disputa das duas etnias poderia ter sido resolvida, Miss Jane e Ayrton Lobo apresentam visões divergentes: Ayrton Lobo defende a miscigenação no estilo realizado no Brasil, enquanto Miss Jane defende que isso destruiria as melhores características de ambas as etnias, ao falar que “A nossa solução foi medíocre. Estragou as duas raças, fundindo-as. O negro perdeu as suas admiráveis qualidades físicas de selvagem e o branco sofreu a inevitável depressão de caráter, consequente a todos os cruzamentos entre raças dispares.” Isso deixa o protagonista, Ayrton Lobo, surpreso, pois em sua visão, essa divisão fez com que as duas etnias se desenvolvessem “separadas por uma barreira de ódio”.
A pesquisadora Santana-Dezmann, na análise das questões do parágrafo acima, acentua que Miss Jane atribuíra certas características que a população dos EUA no começo de sua história teria e que o termo no plural “Estragou as duas raças [...]” excluí qualquer ataque contra uma etnia em específico. Após a surpresa de Ayrton Lobo, Miss Jane realiza sua segunda defesa: “Esse ódio, ou melhor, esse orgulho, [...] foi a mais fecunda das profilaxias. Impediu que uma raça desnaturasse, descristalizasse a outra, e conservou a ambas em absoluto estado de pureza. Esse orgulho foi o criador do mais belo fenômeno de eclosão étnica que vi em meus cortes do futuro.” Em sua análise, Santana-Dezmann nota que a “pureza” descrita por Miss Jane seria o “estado original” de ambas as etnias na época da colonização. A pesquisadora também considera notável a divergência em ambos os personagens, pois enquanto Ayrton Lobo interpreta a divisão como criadora de uma barreira de ódio, Miss Jane considera um “orgulho” de ambas as etnias - o único ponto em que eles discordam, pois a ideia da separação ainda revolta Ayrton Lobo. Santana-Dezmann também nota o uso do adjetivo “belo” quando Miss Jane descreve a proliferação das duas etnias pelos EUA. Formighieri também nota a divergência dos pensamentos de cada personagem e considera que o diálogo seria uma forma do autor expor uma reflexão daquele momento histórico.

#### Feminismo
O movimento feminista é referenciado no Capítulo XII em referência crítica a certos grupos que buscavam a masculinização da mulher. Posteriormente, Miss Astor descreve a população masculina como inimiga da população feminina. Quando da vitória da Associação Negra nas eleições de 2228, os membros do Partido Elvinista abandonam suas posições para formar a oposição ao lado do Partido Masculino.

#### Cinema
A obra, segundo Minchillo, faz referência ao filme The Sea Beast [en], com John Barrymore, cuja última cena inspira o capítulo final. Ainda segundo o pesquisador, o romance do filme teria uma estrutura simétrica parecida com a do livro, indicando uma possível influência cinematográfica no texto de Monteiro Lobato.

#### Amor
A relação entre os protagonistas situados em 1926, segundo Minchillo, Ayrton Lobo e Miss. Jane, envolve uma situação de “mestre e aprendiz”, mas também um “servilismo amoroso”, onde os dois personagens vão se aproximando no decorrer da narrativa, até que Ayrton finalmente a conquistasse. A narrativa em si é composta pelo relato de Miss Jane, onde o narrador encaixa seus sentimentos amorosos. Filipe Chamy Ferreira nota que a conclusão da narrativa entre Ayrton Lobo e Miss Jane emula a conclusão da história futura, quando o presidente Kerlog e Miss Astor também ficam juntos.

## Escrita e publicação

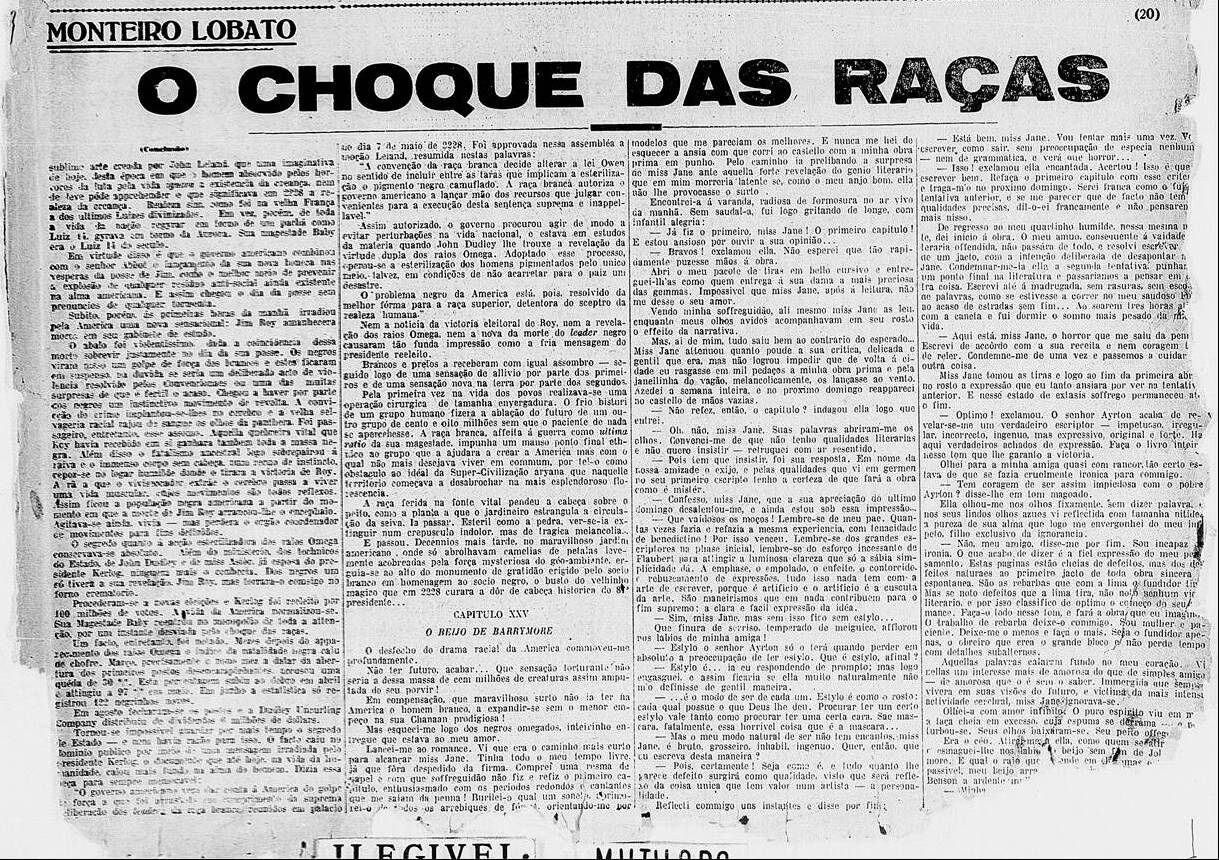
Parte final, mas mutilada, de O Choque das Raças, como publicada no dia 1 de outubro de 1926

No período que antecede a escrita de "O Presidente Negro", segundo o pesquisador Filipe Chamy, Lobato já era um crítico de arte conceituado, havia publicado o O Saci-Pererê: Resultado de um Inquérito (1918), algumas obras infantis e coleções como o Urupês (1918), considerado por João Luís Ceccantini como "o primeiro best-seller brasileiro".
"O Presidente Negro", considerado uma distopia por Santana-Dezmann, pois, apesar de apresentar um futuro aparentemente perfeito, mas que se apresenta negativo no fim, foi publicado no jornal A Manhã, onde Lobato trabalhava, entre os dias 5 de setembro e 1 de outubro de 1926 e impressa como livro em dezembro de 1926. Por anteceder obras como Admirável Mundo Novo de Aldous Huxley (1932); 1984 de George Orwell (1949); e Fahrenheit 451 de Ray Bradbury (1953); mas após a publicação de Nós de Evgeni Zamiatin em 1924 em um jornal de Nova Iorque, O Presidente Negro foi a segunda distopia tornada pública e a primeira publicada como livro. Porém, Lobato já desejava escrever ficção científica desde 1905:

Ando com ideias dumas coisas Wells, em que entrem imaginação, fantasia e vislumbres do futuro — não o futuro próximo de Julio Verne, futurinho de 50 anos, mas um futuro de mil anos. Vou semear agora essas ideias e deixá-las se desenvolver livremente por dez ou vinte anos — e então limito-me a fazer colheita, caso a plantação subsista até lá. Se a terra dos meus canteiros mentais não for propícia a essas sementinhas, então é que não estou destinado a ser o 'H. G. Wells de Taubaté' e, paciência. Ou dou um dia coisa que preste e esborrache o indígena, ou não dou coisa nenhuma. Ser um Garcia Redondo, que coisa mais quadrada e pífia!— Monteiro Lobato, 17 de dezembro de 1905 
Já em 1926, inspirado pelos temas em discussão de então, como a eugenia negativa e a indústria de tratamento capilar, abordada mais abaixo, Lobato conta a Godofredo Rangel, em carta do dia 8 de julho de 1926, com certos detalhes diferentes da versão final, que já estava desenvolvendo a ideia de um “romance americano” com potencial de vendas nos Estados Unidos e que já possuia um tradutor para apoiá-lo. De acordo com a pesquisadora Santana Dezmann, Lobato conhecia as discussões étnicas realizadas nos Estados Unidos através da leitura de jornais importados e contato com estadunidenses e, considerando a fama de H. G. Wells, ele acreditou que seguir o estilo do autor britânico e tematizar as questões sociais dos EUA garantiria seu sucesso editorial. Com certas questões, como a tradução, já resolvidas, Lobato escreveu sua obra em três semanas.
Em carta do dia 7 de fevereiro de 1927 a Godofredo Rangel, apesar de fazer referência como no presente a publicação da última parte da obra no jornal A Manhã, ocorrido em outubro de 1926, Lobato fala que enviaria uma cópia de sua obra para seu amigo opinar e apresenta seus planos de publicá-la como livro no Brasil. De acordo com a pesquisadora Santana-Dezmann, a carta teria sido escrita em 1 de outubro de 1926. Com isto resolvido, a obra foi publicada pela recém-criada Companhia Editora Nacional em dezembro de 1926 em São Paulo, como visto em uma carta escrita no Natal de 1926.

### Evolução da escrita
Em carta do dia 8 de julho de 1926 para Godofredo Rangel, Monteiro Lobato relata seus planos:

Rio, 8,7,1926
Rangel
Não sei se já te avisei da chegada dos artigos. Também comecei a ler o W. Brandão no livro mandado. Realmente, muito interessante e de grande pitoresco. Há ali coisas deliciosas de observação e expressão. Pena escrever na tal cacografia portuguesa.
Sabe o que ando gestando? Uma ideia-mãe! Um romance americano, isto é, editável nos Estados Unidos. Já comecei e caminha depressa. Meio á Wells, com visão do futuro. O clou será o choque da raça negra com a branca, quando a primeira, cujo índice de proliferação é maior, alcançar a branca e batê-la nas urnas, elegendo um presidente preto! Acontecem coisas tremendas, mas vence por fim a inteligência do branco. Consegue por meio dos raios N, inventados pelo professor Brown, esterilizar os negros sem que estes deem pela coisa.
Já tenho um bom tradutor, o Stuart, e em New York um agente que se entusiasmou com o plano e tem boa porcentagem no negócio. Imagine se me sai um best seller! Um milhão de exemplares...
Conheces a série Tarzan? Curiosa e bem infantil. Anda em milhões. Eu me acho capaz de escrever para os Estados Unidos por causa do meu pendor para escrever para as crianças. Acho o americano sadiamente infantil.
LOBATO

Monteiro Lobato.

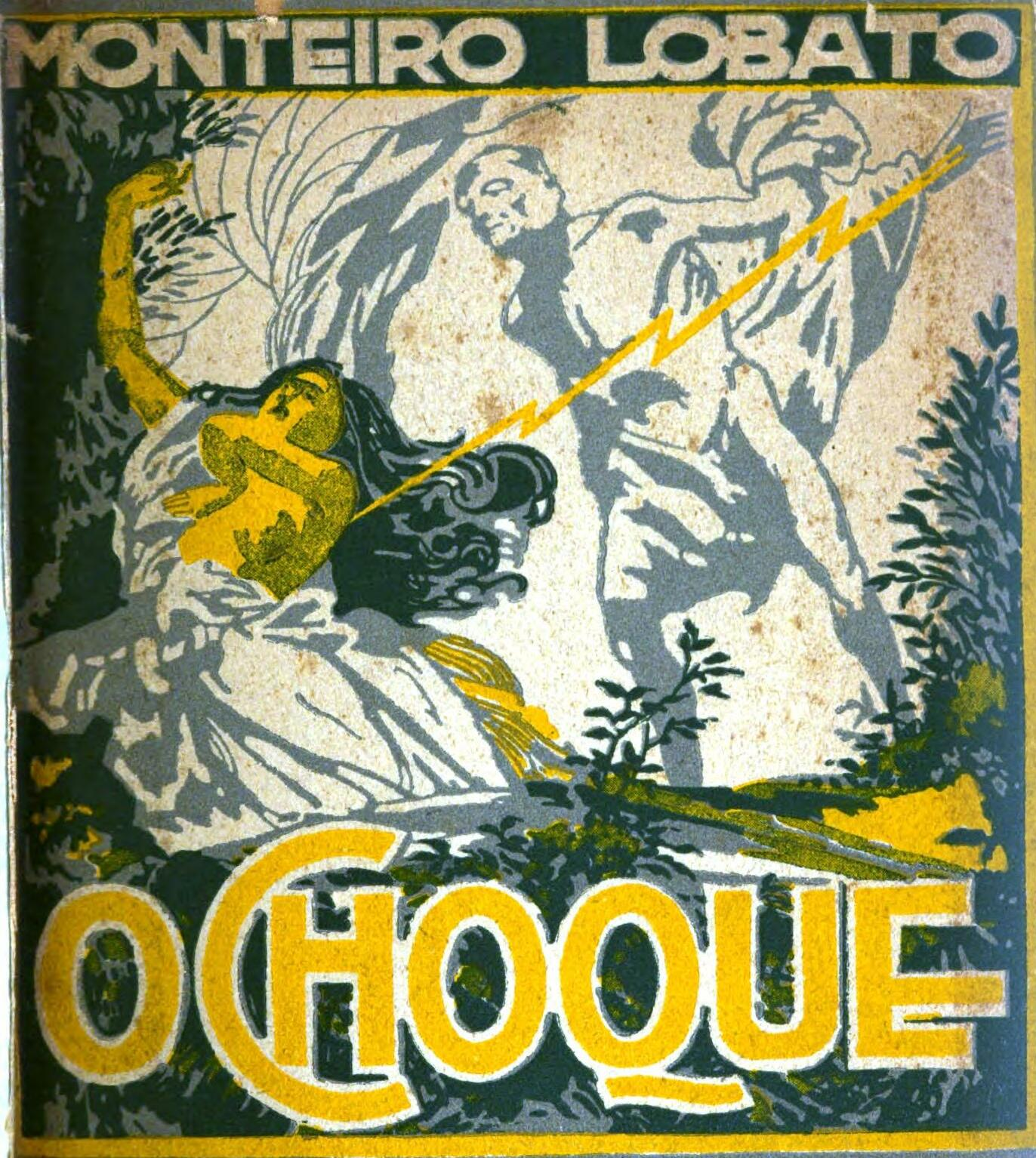
Detalhe da ilustração da primeira edição

Santana-Dezmann, em sua análise, demonstra as diferenças do texto relatado na carta acima e da versão publicada em livro, baseada no que foi publicado no jornal A Manhã: Os “raios N” se tornam os “raios Ômega”; Dr. Brown passa a ser John Dudley; e por fim, a “inteligência do branco” se transforma em “esperteza”, com uma conotação negativa, pois, segundo a análise, na literatura este termo se torna negativo quando os personagens caracterizados desta maneira são apresentados como desprezíveis, algo que faz parte da literatura ocidental desde o conto Roman de Renart. Segundo Carlos Minchillo, a versão publicada em jornal e a versão em livro também contém diversas diferenças, tanto para facilitar a leitura ou, em sua visão, justificar as ações dos personagens brancos. A edição de 1945, ainda segundo Minchillo, também teria novas edições que evitariam a ambiguidade ou por questões ideológicas, principalmente, de acordo com o pesquisador, à luz da Segunda Guerra Mundial.
Em anúncio do dia 14 de março de 1927 publicado na revista Time, Jim Roy é descrito por Lobato como o herói da narrativa. Quanto ao título, o autor demonstrou dúvidas, chegando a considerar os nomes "O Reino Louro"; "O Choque das Raças"; ou "O Presidente Negro", que, segundo Carlos Minchillo, colocariam ao leitor diferentes visões da obra, respectivamente: uma visão utópica; uma visão distanciada; ou a história da ascensão de um líder negro, e isso poderia dar indicações sobre o significado da ilustração da primeira edição, que privilegia a subtrama da disputa entre homens e mulheres, evitando, segundo o pesquisador, a referência étnica.

### Recepção crítica
Século XX
Em crítica publicada no “A Manhã” do dia 19 de outubro de 1926, Faria Neves Sobrinho se demonstra desapontado com o romance, dizendo: “...o romance, cujo estilo é quase sempre frouxo, incolor, e desfibrado, sem o vigor que retrata e caracteriza o autor de “Urupês”, é deploravelmente impatriótico e desastradamente ilógico, em certos episódios.” Por sua vez, Ribeiro Couto, em crítica do dia 20 de julho de 1927, se demonstra mais positivo, notando a “verossimilhança do fantástico”, as futuras aplicações do rádio e a possibilidade do público internacional se interessar pelas traduções.
Conforme a pesquisadora Denise Maria de Paiva Bertolucci, o ineditismo do gênero de romance que Lobato escolheu justifica que não tenha sido aprovado de forma unanima por seus colegas no jornal. Segundo Carlos Minchillo, seis resenhas consultadas em sua pesquisa teriam sido escritas com base em material de divulgação de editora, devido à recorrência de frases que nem “conforme declaram os editores” e referências a trechos que não aparecem na versão impressa, e como os primeiros textos críticos viam a obra como tendo um caráter educativo, com Nestor Vítor considerando a obra como "anticolonialista", pois os EUA "atulham-nos os cinemas [...] que vão nos americanizando" e que a estratégia de Lobato seria uma engenharia reversa. Já Silveira Bueno se incomoda com a descaracterização voluntária da população negra.
A obra só voltaria a ser reeditada em 1945, devido ao “desinteresse do autor”, como publicado na edição, algo, de acordo com Carlos Minchillo, raro na carreira de Monteiro Lobato. Chegaria a 13 edições em 1979. Quanto a percepção crítica: na década de 1940, Amadeu Amaral Jr. considera a obra como o “único naufrágio” do autor, algo repetido por Edgard Cavalheiro na década seguinte; na década de 1960, Cassiano Nunes a considera como “a mais apressada, a mais convencional, enfim a pior de suas obras”. A partir desse ponto, a crítica passa a interpretar a obra como sendo “preconceituosa, racista e sexista”, como André Carneiro em sua obra "Introdução ao estudo da “science-fiction”", que reconheceu o caráter inédito, mas o considerou fraco e "contra a raça negra", com a última edição desse livro até 2010 sendo publicada em 1967. Em 1965, Timothy Brown Jr. declarou: "O romance é uma vitrine para Lobato. Tem um pouco de tudo, com a maioria das características de sua escrita: sátira, humor, imaginação e ideias... até uma descrição da floresta brasileira."
Na década de 1970, Paulo Dantas, em "A Presença de Lobato" (1973), diz, assumindo a voz do escritor, que a obra foi escrita em "louvor à negritude". Em 1996, Nola Kortner Aiex disse que a limitação do formato história dentro de uma história utilizado pela narrativa seria o fato do leitor só brevemente visitar o futuro, criando uma "narrativa estática". Porém, teria uma escrita conversacional natural, simples, mas vívida, ao contrário da estilização geralmente vista na ficção científica.
Século XXI
Com a eleição de Barack Obama em 2008, a Editora Globo voltou a reeditar a obra com o slogan “qualquer semelhança com fatos reais é pura coincidência”. Entre março e setembro daquele ano, 6000 exemplares foram vendidos. Dias nota que as eleições nos EUA levantaram questões parecidas com as do romance. Uma década depois, em 2019, Marisa Lajolo e Lilia Schwarcz, na obra "Reinações de Monteiro Lobato", assumindo a voz do autor, colocam que “o romance podia provocar e alimentar preconceito, incentivar violência, defender valores e atitudes racistas. (...) Meu ‘romance norte-americano’ era mesmo descabido. Um desastre. Sobram motivos para ser polêmico”.

## Traduções

### Tentativa de publicação nos EUA
Lobato, autor já então publicado na Síria, Alemanha, França, Argentina e Espanha, já possuia contato com o tradutor Aubrey Stuart e um editor em Nova Iorque, segundo Santana Dezmann, provavelmente Alfred A. Knopf, conectado com Isaac Goldberg. Goldberg, escritor e tradutor responsável pela tradução de suas obras para o inglês, como a coleção Brazilian tales, já estava apresentando Monteiro Lobato ao público estadunidense desde 1924, como na tradução de Brazilian Short Stories em 1925, com três contos de Urupês. Quanto ao tradutor Aubrey Stuart, Lobato já o conhecia em 1925. Pouco se sabe sobre ele, mas foi responsável pela tradução de How Henry Ford is regarded in Brazil e era alguém que, de acordo com a pesquisadora Santana-Dezmann, Lobato tinha facilidade de se encontrar para discutir sobre o processo tradutório. Segundo Carlos Minchillo, Lobato, após a falência da Editoria Monteiro Lobato & Cia., teria desejado escrever para o público estadunidense esperando um lucro de dois milhões de dólares, algo que Santana-Dezmann considera um erro ou exagero de Monteiro Lobato, ou de quem transcreveu a carta, pois nem o bestseller Nigger Heaven atingiu um lucro tão elevado. No contexto dessa carta para Gastão Cruls, descrita mais abaixo, ela foi escrita quando Lobato já sabia que sua única chance era publicar o livro na Inglaterra para, então, vê-lo contrabandeado para dentro dos EUA.
Em carta de dezembro de 1926, Lobato diz que a tradução demoraria para ficar pronta, esperando seu término no fim de janeiro de 1927 e que o resultado financeiro só chegaria no segundo semestre. Meses depois, em carta do dia 23 de março de 1927 para Rangel, Lobato conta sobre seus preparativos para sua mudança aos Estados Unidos, onde assumiria o cargo de adido comercial e esperava publicar a tradução de seu livro, além de apresentar seus planos de criar a editora Tupy Publishing Co. Inicialmente esperava-se que a obra seria publicada nos EUA em março de 1927, como "Jim Roy, The Black President" segundo o Diário da Noite de 4 de janeiro de 1927, ou, de acordo com anúncio da Time do dia 14 de março de 1927, The Clash of the Races, or the Negro President. No dia 22 de abril de 1927, também em carta para Rangel, Lobato indica que sua mudança ocorreria no dia 25 de maio e que a United Press enviou um telegrama sobre a obra para a mídia estadunidense. A notícia foi reproduzida em jornais como Dayton Daily News [en] do dia 27 de fevereiro de 1927; no jornal canadense The Province, do dia 28 de fevereiro de 1927; The Chillicothe Constitution-Tribune [en] do dia 9 de março de 1927; e no Time do dia 14 de março de 1927.
Já em Nova Iorque, vivendo em Jackson Heights [en], no dia 17 de agosto de 1927, Lobato voltou a se corresponder com Rangel e, entre outros assuntos, apresenta seus planos de abandonar o cargo de adido comercial após dois anos, quando focaria na Tupy Publishing, além de que reinvestiria, com juros, 700 dólares mensais de seu salário em "ferro e petróleo para o Brasil". Entretanto, na carta seguinte, do dia 5 de setembro, Lobato anunciou que seu romance não encontrava editor, pois "Acham-no ofensivo à dignidade americana" e que, por tanto, a Tupy Company havia fracassado, mas que Goldberg ficaria com o texto para tentar fazer alguma coisa. Em tom de amargura, de acordo com Santana-Dezmann, ele reconhece que veio inexperiente demais e diz que deveria ter vindo "no tempo em que eles linchavam os negros".
Ao analisar o motivo que Lobato dá no quinto parágrafo de sua carta para o fracasso de sua publicação, de "...admitir que depois de tantos séculos de progresso moral possa este povo, coletivamente, cometer a sangue-frio o belo crime que sugeri.", Santana-Dezmann apresenta dúvidas, devido à violência a qual a população negra dos EUA era vítima como a situação se agravou até a década de 1960 e os protestos de Martin Luther King Jr., e que a mensagem do texto na visão da pesquisadora, "somos todos vibrações do éter", não teria mais relevância de segundo os editores.
Uma carta de recusa que Lobato recebeu, escrita por William David Ball, da Agência Literária Palmer em Hollywood, reconhece as qualidades da narrativa e a deferência conferida a Jim Roy, mas que o tema seria um "assunto particularmente dificil para se apresentar neste país, sendo suscetível de despertar o tipo mais amargo de partidarismo..." e que o texto deveria se afastar da "questão negra" para, possivelmente, focar na disputa entre gêneros ou na invasão de um grupo étnico estrangeiro, mas que da forma como estava, por "sugerir" o extermínio da população negra, algo que de acordo com a pesquisadora Santana-Dezmann, o romance critica, a obra não seria aceita por nenhuma editora e seria mal recebida pelos leitores da população negra. No fim, Ball sugere que o texto fosse guardado e retrabalhado com base no que estava em voga no país e que aguardaria futuros trabalhos do autor. Segundo Minchillo, as críticas como as de Ball não aparecem nas primeiras críticas do romance na mídia brasileira.

#### Harlem Renaissance
Naquele momento da história dos Estados Unidos ocorria o Renascimento do Harlem, que viu uma gigantesca participação cultural da população negra estadunidense. Uma de suas participantes principais, A'Lelia Walker (1885-1931), filha da Madam C. J. Walker, se tornou a matrona das artes e literatura, possibilitando uma participação inédita da população negra no mundo artístico e literário, algo até então inimaginável. Nesse ambiente histórico também estava presente Carl van Vechten (1880-1964), colega de Goldberg, amigo de Knopf, pelo menos, desde 1916 e melhor amigo de A'Lelia Walker.
Carl Van Vechten, responsável por popularizar diversos autores negros durante o Renascimento do Harlem, publicou em agosto de 1926 a obra Nigger Heaven, um termo coloquial e ofensivo usado por algumas pessoas brancas sobre os assentos dos teatros onde os negros não podiam se sentar juntos dos brancos. Até seu pai, o rotariano Charles Duane Van Vechten, se opôs aos termos mais fortes de uma obra com muitos termos assim, além de uma linguagem sarcástica e irônica, criada no contexto dos habitantes do Harlem, não esquecendo de citar o dialeto característico da região. Apesar disso, além de tratar da "questão negra", a obra foi publicada por Alfred A. Knopf, e não foi bem recebida por uma parte do público negro. Entretanto, a primeira edição, com 16 mil exemplares, se esgotou e logo três novas edições foram impressas, tornando a obra no primeiro best-seller da história literária dos EUA.
Neste contexto, de acordo com Santana-Dezmann, a conexão entre Carl Van Vechten, Knopf e a mecena das artes A'Lelia Walker, tornou a publicação de O Presidente Negro, que continha uma temática e vocabulário semelhante à Nigger Heaven, economicamente inviável, pois poderia ser visto como uma propaganda contra o alisamento de cabelos e os produtos de A'Lelia Walker. Ainda segundo a pesquisadora, Lobato, que naquela época já atacara a escravidão no Brasil em contos como Negrinha de 1920 e Os Negros de 1921, escreveu um romance para defender a população negra, mas chega nos EUA dentro do Renascimento do Harlem, resultando na carta de 5 de setembro de 1927, onde reconhece que chegou nos EUA "verde", inexperiente, sem o contexto do que acontecia no país e que o "Devia ter vindo no tempo em que eles linchavam os negros" seria uma referência de quando a mensagem do seu livro, de que, na visão da pesquisadora, seria o de apreciar as nossas características naturais, seria aceita e não entraria em confronto com interesses comerciais. Santana-Dezmann nota que esta frase, apresentada descontextualizadamente sem a carta em sua totalidade, é usada para validar a tese de que a obra seria tão racista a ponto de ser capaz de escandalizar os editores dos EUA, quando na realidade, segundo sua pesquisa, o impedimento da publicação foi puramente comercial.
Analisando o trecho completo, "Errei vindo cá tão verde. Devia ter vindo no tempo em que eles linchavam os negros." e a interpretação classicamente atribuída, Santana-Dezmann nota que ela é problemática. "Verde" teria que ser trocado por "tarde", mas no contexto "verde" tem um sentido oposto à "tarde", de forma que deveria ser substituído por "cedo", resultando em uma incoerência interna. Em outras palavras, segundo a análise, apesar da frase estar no mesmo parágrafo, ela trata de dois assuntos diferentes: o desconhecimento de Lobato sobre o contexto do Renascimento do Harlem; e como a mensagem final do livro, que poderia ter sido útil no passado, não encontrava espaço no novo contexto financeiro. Quanto ao "belo crime", teria o sentido de "bem arquitetado", sem conotação elogiosa. Porém, a pesquisadora reconhece que o adjunto adverbial de tempo representado pela segunda parte da frase apresentada no começo do paragrafo revela, devido ao sarcasmo exagerado, um "alto teor de mau gosto" e que Lobato deve ter reconhecido isso, ao retirar a carta das edições seguintes de A Barca de Gleyre.
Um ano antes da carta descrita acima, o jornal A Manhã, do dia 5 de setembro de 1926, publicou uma notícia de tom sensacionalista, segundo Santana-Dezmann, indicando que talvez o romance não fosse publicado nos EUA, mostrando que Lobato teria tomado ciência dessa possibilidade só quando terminou seu romance. Ainda segundo a pesquisadora, A'Lelia Walker, naquele contexto, jamais permitiria a publicação da obra pelos motivos citados anteriormente. Ainda na mesma linha, a pesquisadora diz que o "Acham-no ofensivo à dignidade americana..." não passaria de uma desculpa dos editores para não admitirem os motivos comerciais que estavam em risco. Goldberg ficou com o texto e, segundo Santana-Dezmann, teria proposto publicar o livro fora dos EUA para que ele entrasse no país pela "porta dos fundos", como uma obra censurada. Segundo Chamy, desconhecem-se quaisquer dados adicionais sobre a tradução de Aubrey Stuart, ou seu paradeiro.
Em carta para Gastão Cruls do dia 10 de dezembro de 1927, Lobato volta a mencionar a Tupy Company e considera o livro de Cruls, Elza e Helena, como merecedor de ser publicado pela Tupy. Nesta mesma carta, Lobato volta a mencionar O Presidente Negro e a possibilidade de lucro devido a um escândalo, contando que ela havia sido recusada por "cinco editores conservadores e amigos de obras bem comportadas", e que um editor não apenas havia se animado com a obra, mas queria que ele aumentasse o tom, e Lobato ainda considerava um capítulo sobre a "guerra donde resultou a conquista pelos Estados Unidos do México e toda essa infecção spanish da América Central." Seu editor apostava em uma proibição policial e que o livro entrasse no país pela Inglaterra. Segundo a pesquisadora Santana-Dezmann, Lobato não levou adiante esse plano e desistiu de montar sua editora, ao perceber que jamais conseguiria fazer coisa alguma sem o apoio de A'Lelia.
Em carta do dia 2 de outubro de 1928 para sua amiga Yaynha, agora morando na rua Broadway e à 12 quadras do Dark Tower [en] de A'Lelia Walker, Lobato volta a falar sobre seu romance: "O curioso é que esse livro foi traduzido em francês e está sendo dado por partes por uma revista francesa. Mas para a América não serve, sou hoje o primeiro a convir. Necessita de uma séria remodelação que nunca me animo a fazer por falta de entusiamo. Não sei trabalhar a frio." No ano seguinte, em carta do dia 25 de julho de 1929 para Anísio Teixeira, Lobato já indicava sua suspeita de que logo teria de voltar ao Brasil, o que ocorreu em 1931, tanto devido ao prejuízo pela Crise de 1929 e por perder o cargo de adido comercial após a deposição de Washington Luís. Ao retornar, Lobato passou a colocar seus novos projetos em prática. Noutro momento, Lobato chega a comentar sobre sua obra: "pertenço à infeliz classe dos não traduzíveis. Meu Choque falhou por esse motivo. Deu em inglês uma coisa de dormir em pé." Apesar de tudo, Lobato retornaria ao tema de viagem no tempo na sua obra infantil, em livros como O Minotauro e Os Doze Trabalhos de Hércules, que se baseiam no elemento mágico, o pó de pirlimpimpim, para um retorno físico ao passado, ao contrário do porviroscópio, que apenas permitia a visualização de outra época.
Antes de falecer, Lobato fez esta referência à sua obra: "Nada tenho a alterar no Choque das raças. A América que lá pintei está absolutamente de acordo com a América que fui encontrar." Concluindo seus argumentos, Santana-Dezmann descreve que a América que Lobato encontrou era uma que se desenvolvia rapidamente; que respeitava a Constituição; onde os negros alisavam os cabelos crespos e usavam produtos clareadores; em que apesar das duas etnias interagirem, a segregação racial persistia; um país construído por duas etnias, mas onde os negros eram impedidos de atingir o poder político. Em outras palavras, um país onde a "questão negra" além de predominar, se acirraria no decorrer do tempo. Em sua última palavra sobre o "alter-ego": a voz do autor seria a consciência do leitor sobre o certo e errado. Noutra visão, Marisa Lajolo considera a obra uma metáfora da desculturação de um grupo étnico; e Carlos Minchillo considera que Miss Jane "naturalizaria" os atos dos líderes brancos e que o autor contaria com a "cumplicidade de seu leitor".
Continuando nas interpretações acadêmicas, Marcia Camargos e Vladimir Sacchetta consideram o romance como "uma metáfora sobre segregação e aculturação"; enquanto Dias interpreta que a obra "...retrata a verdadeira essência do homem que busca o poder de qualquer forma e em qualquer circunstância.", e que em sua análise é possível traçar comparações com as preocupações da época e as atuais, fazendo com que o romance demonstre seu valor, com um papel social. Já Ana Formighieri vê na obra a possibilidade de observar os "questionamentos, sentimentos, emoções contraditórias que permeavam os sujeitos da época.", além do questionamento sobre a eficácia da teoria Eugenista e toda a tese de rebaixamento da etnia negra em relação à branca, e que a questão central da obra é a luta pelo poder. Para José Wellington de Souza, Lobato teria apostado na popularidade das teorias eugenistas de Mendell e faria uma "apologia à eugenia negativa".
Pensando unicamente na estrutura, Filipe Chamy considera que a obra é uma das ficções lobatianas "menos coesas, com diálogos expositivos e sem naturalidade", mas considera que "trabalha com legitimidade a conturbada separação étnica das populações mundiais; o oportunismo político que visa a segregar povos e contrapor nações; o preconceito que, nascido de séculos de acidentada convivência entre cores de pele, tenderia mesmo a exponencialmente ser catastrófico em algum momento.", sendo acurada no nível literário.

#### Tradução contemporânea
Em 2022, Ana Lessa-Schmidt, responsável por traduzir obras de Mário de Andrade, Machado de Assis e João do Rio, traduziu a obra do Lobato como “The Clash of the Races” pela New London Librarium e com introdução de Vanete Santana-Dezmann. De acordo com Brazilian Times, a tradução “...capta a sintaxe relativamente simples de Lobato, mantendo as complexidades de seus pensamentos.” Nos anos anteriores, Alexandra Montague e Luciano Tosta realizaram uma tradução do livro, mas que não teve sucesso de ser publicada por motivos parecidos com a tentativa de 1927.

### Tradução em francês
Lobato, conforme a pesquisa de Vanessa Gomes Franca, foi um dos autores mais traduzidos na França nas décadas de 1920 e 1930. O público francês dava preferência aos escritores regionalistas em detrimento aos modernistas, com Oswald de Andrade, percebendo esse fato, passando promover a obra do Lobato.
O tradutor Jean Duriau, em nota para o conto Le Babouin Boucané, declara que Lobato é “o mais original dos jovens escritores brasileiros da atualidade, num país tão diferente do nosso, onde a raridade dos meios de comunicação retarda a difusão disso que chamamos progresso”. O mesmo tradutor foi responsável por “O Choque das Raças” (Le Choc des Races), que foi publicado na revista Revue de l'Amérique Latine entre setembro de 1928 e fevereiro de 1929. A edição em livro foi publicada por Valery Larbeaud.

### Tradução em espanhol
Em 1935, a obra foi publicada na Argentina pela Editoral Claridad e traduzida por B. de Garay.

### Tradução em alemão
De acordo com um anúncio de 4 de janeiro de 1927 publicado no “Diário da Noite”, a obra seria traduzida para o alemão por Fred Sommer.

## Palestras
- "Quem fala por Lobato em O presidente negro ( 19.08.2021 ) no YouTube do USP-FFLCH
- Jornada Monteiro Lobato - ENTRE METAFÍSICA, DISTOPIA E MECENATO no YouTube do USP-FFLCH
- Entre Metafísica, Distopia e Mecenato no YouTube do USP-IEA